# Palazzo Spada
A Palazzo Spada Róma egyik épülete, amelyben az Olasz Államtanács és a Galleria Spada székel. A piazza Capo di Ferrón, a Regola kerület egyik kis terecskéjén fekszik, a piazza Farnese mentén, a via Arenuláig.

## Története

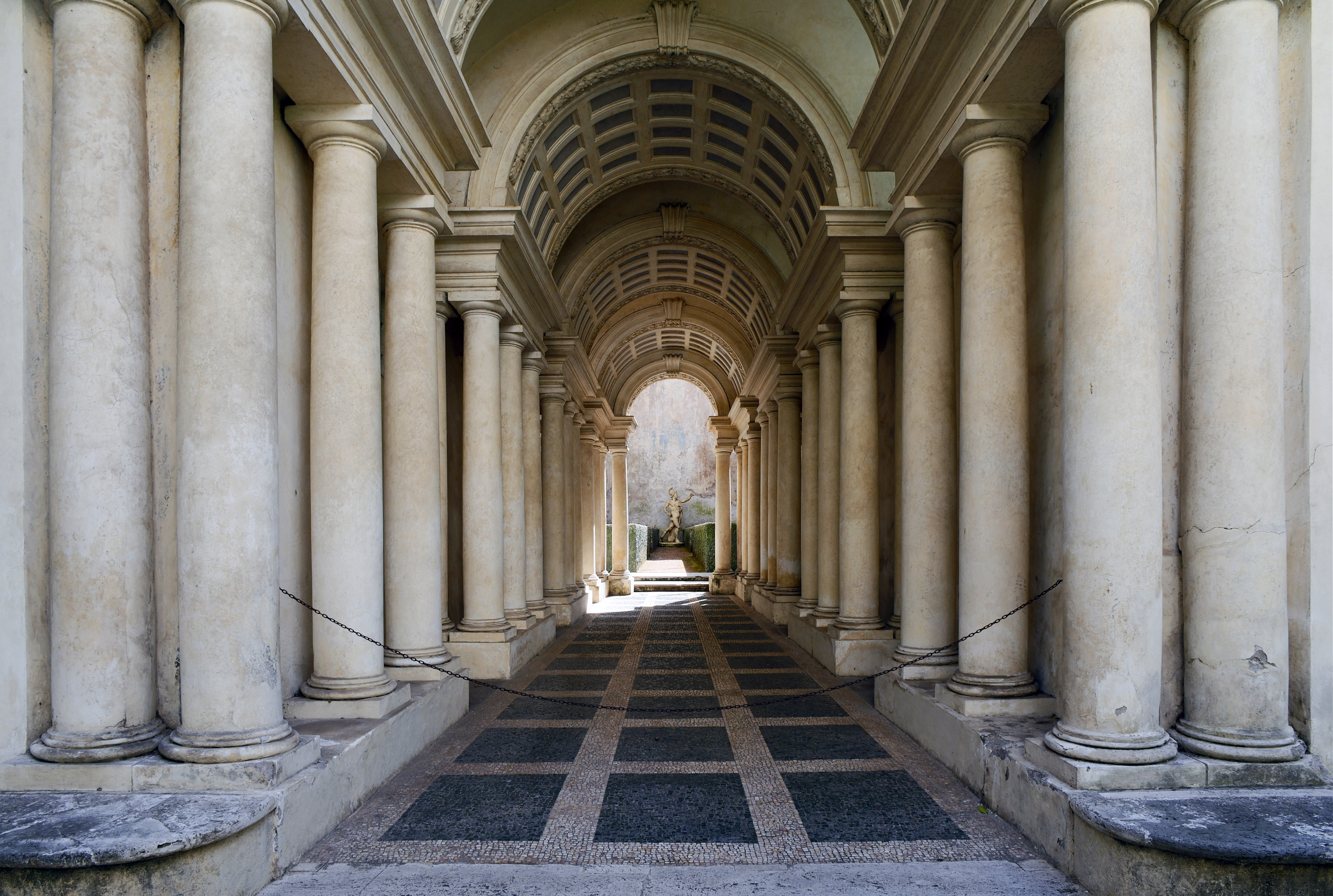
Borromini galériája

1540-ben Girolamo Recanati Capodiferro (1501–1559) kardinális számára épült. Építésze Bartolomeo Baronino volt, Casale Monferratóból, az építésvezető pedig Giulio Mazzoni, aki kívül-belül remek stukkókat alkotott. A palotát 1632-ben Bernardino Spada bíboros vette meg, aki azzal bízta meg Francesco Borromini építészt, hogy barokk stílusúvá alakítsa.
Borromini, többek közt megalkotta a trompe-l’oeil hamis perspektívájú előszobát az udvari bejáratnál, csökkenő magasságú oszlopsorral és emelkedő padlószinttel. Ezáltal a 8 méteres folyosó 37 méteresnek tűnik. amelynek végén a napfényben fürdő kert látszik, és további optikai csalódás révén embernagyságú szobor látszik, amely a valóságban mindössze 60 cm magasságú. Mindehhez az építész, a matematikus Giovanni Maria da Bitonto atyától kapott segítséget.
A palota homlokzatán a manierista gipszszobor-díszítéseket az aquilai Palazzo Branconio inspirálta, az udvarban pedig virágos-gyümölcsös girlandjaival övezett fülkékben, groteszk szobrok és szimbolikus jeleneteket ábrázoló domborművek a félemeleten, a római Cinquecento legjellemzőbb megnyilatkozásai. Az első emelet szobrai: Traianus, Pompeius, Quintus Fabius Maximus Verrucosus Cunctator, Romulus, Numa Pompilius, Marcus Claudius Marcellus, Julius Caesar és Augustus. Cselekedeteiket pedig nyolc hatalmas falikép örökíti meg, amelyek a legfelső emelet ablakaival együtt váltakoznak.
Az udvaron Hercules, Mars, Vénusz, Júnó, Jupiter, Proserpina, Minerva, Mercurius, Amphitrité, Neptunus és Plútó szobrai sorakoznak.

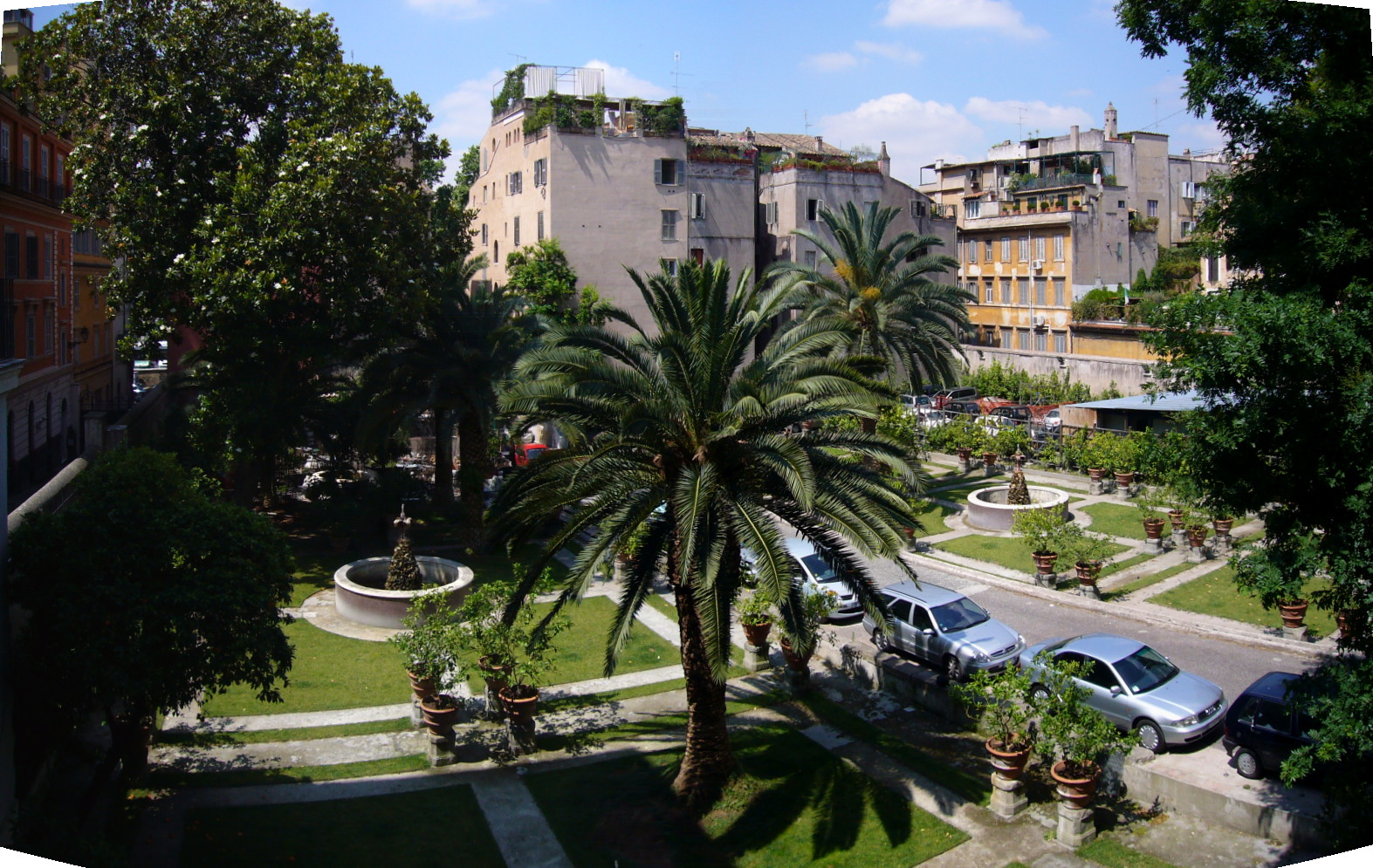
Kertje a via Giulia felől, 2007

A palota helyet ad Cnaeus Pompeius Magnus hatalmas szobrának is, amelynek lábaihoz a meggyilkolt Caesar rogyott le. 1552-ben két római ház határoló falai alatt találták. Le kellett fejezni, mindkét család igényeinek megfelelően, de Capodiferro bíboros úgy rendezte a kérdést, hogy közbenjárt a szobor érdekében III. Gyula pápánál, aki megvette, majd a bíborosnak adományozta.
1927-ben a Palazzo Spadát teljes berendezésével és a galériával együtt az olasz állam megvásárolta, és jelenleg is itt van az olasz államtanács székhelye.
2014 elején, a földalatti helyiségekben elvégzendő munkálatok végett, beleértve a parkoló megépítésétt is, lebontották és elszállították a tizenhetedik századi szökőkutakat és felszedték a gyepszőnyeget. A munka végeztével minden visszakerül eredeti helyére.

## A Spada-galéria
Spada bíboros műgyűjteménye, a Galleria Spada, négy festészeti teremből áll: 16.–17. századi Andrea del Sarto, Guido Reni, Tiziano Vecellio, id. Jan Brueghel, Guercino, Rubens, Hans Dürer, Caravaggio,  Domenichino,  Annibale Carracci, Salvator Rosa, Parmigianino, Francesco Solimena és Artemisia Gentileschi. A képek a 17. századi ízlésnek megfelelően egymás hegyén-hátán vannak elhelyezve; a kicsik legfölül, a legnagyobbak legalul.

## Fordítás
Ez a szócikk részben vagy egészben  a   Palazzo Spada című olasz Wikipédia-szócikk ezen változatának fordításán alapul.  Az eredeti cikk szerkesztőit annak laptörténete sorolja fel. Ez a jelzés csupán a megfogalmazás eredetét és a szerzői jogokat jelzi, nem szolgál a cikkben szereplő információk forrásmegjelöléseként.